# Aplu

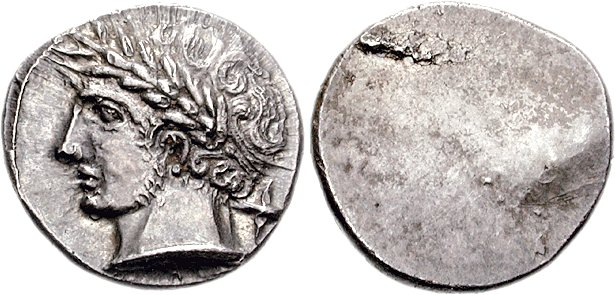
Zilveren munt van tien as met Aplu op de voorzijde uit Populonia.

Apulu of Aplu is een figuur uit de Etruskische mythologie. Hij is de god van bliksem en donder. Aplu is de Etruskische equivalent van de Griekse (of Romeinse) Apollo(n). Op verscheidene Etruskische kunstvoorwerpen wordt hij afgebeeld met staf en laurierbladeren. Aplu begeleidde ook de bliksem wanneer Haruspices voorspellingen wilden doen door de bliksem te lezen.